# Galvarino

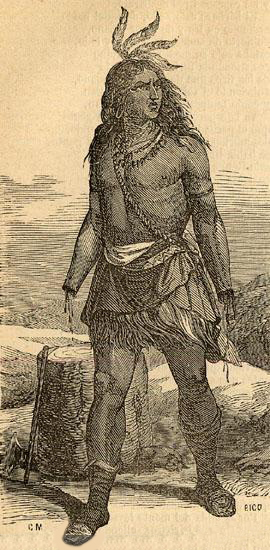
Galvarino

Galvarino (zm. 30 listopada 1557) – wojownik z plemienia Mapuczy, który walczył przeciwko Hiszpanom w czasie wojen z Araukanami.

## Walka przeciwko Hiszpanom
Galvarino pochodził z plemienia Mapuczy zamieszkującego tereny dzisiejszego Chile. Wojownik brał udział w bitwie pod Lagunillas, która odbyła się 8 listopada 1557 roku. Hiszpanie, wspomagani przez wcielonych do swojej armii 4000 Indian, wygrali bitwę. W wyniku walki zginęło 300 Mapuczy, a 150 wzięto do niewoli. Galvarino został pojmany. Hiszpanie chcieli przestraszyć Indian, dlatego wziętym do niewoli Indianom poobcinali nosy oraz dłonie. Galvarino stracił obie dłonie. Po powrocie do swojego plemienia Galvarino namówił wodza, aby zaatakować wroga. Indianie postanowili zawalczyć z Europejczykami. Mężczyzna przywiązał sobie do rąk noże i stanął na czele jednej z atakujących grup. 30 listopada 1557 roku odbyła się bitwa pod Millaraupe. Wojskami Mapuczy dowodził Caupolican, a konkwistadorami Garcia Hurtado de Mendoza. Galvarino zabił 30 Hiszpanów. Udało mu się dostać do jednego z hiszpańskich generałów i za pomocą noży pozbawił go życia. Mimo przewagi liczebnej Indianie przegrali bitwę. Zginęło ponad 3000 Indian, a 800 trafiło do niewoli. Galvarino został pojmany. Hiszpanie byli pod wrażeniem waleczności mężczyzny, dlatego zaproponowali mu wolność. Galvarino miał powiedzieć, że jeśli Hiszpanie go puszczą, to zagryzie ich na śmierć, więc konkwistadorzy dokonali jego egzekucji. Zgodnie z popularną wersją wydarzeń rzucili wojownika psom na pożarcie, jednak Alonso de Ercilla y Zúñiga twierdzi w swoim eposie Araukana, iż Galvarino został powieszony. Plemię Mapuczy zostało podbite dopiero w 1881 roku przez chilijską armię